# Unnamed Memory
Unnamed Memory (в переводе с англ. — «Безымянная память») — ранобэ, написанное Кудзи Фурумией и проиллюстрированное Тиби. С сентября 2012 года публиковалось в виде веб-романа на сайте Shosetsuka ni Naro. Правами на издание в Японии обладает ASCII Media Works, выпустившее ранобэ под собственным импринтом Dengeki no Shin Bungei. Всего с января 2019 по апрель 2021 года было издано шесть томов ранобэ. Адаптация ранобэ в формате манги с иллюстрациями Наоки Косимидзу публикуется в журнале сёнэн-манги Dengeki Daioh издательства ASCII Media Works с сентября 2020 года и по состоянию на июль 2025 года издана в девяти томах-танкобонах. Студией ENGI ранобэ адаптировано в формат аниме-сериала, трансляция которого проходила с апреля по июнь 2024 года. Второй сезон транслировался с января по март 2025 года.

## Сюжет
Действие разворачивается в мире, в котором обитают пять могущественных ведьм, обладающих долголетием и, по слухам, способные насылать различные бедствия. Оскар, наследный принц королевства Фарсас, разыскал башню одной из пяти ведьм по имени Тинаша, — с целью найти избавление от проклятия, наложенного на него в детстве и которое не позволяет ему оставить потомство. Преодолев испытание и ловушки башни, Оскар узнаёт у Тинаши, что истинная природа этого проклятия — благословение, и что полностью снять проклятие трудно. Тинаша предлагает Оскару найти женщину с сильным сопротивлением к магии, которая смогла бы подарить ему ребёнка. Услышав это, Оскар пожелал жениться на Тинаше, однако она наотрез отказывается, в результате чего Оскар предлагает ей пожить с ним год в его королевстве. Тинаша принимает предложение и заключает контракт с Оскаром. Эта встреча знаменует собой начало истории, которая изменит судьбу этих двоих и историю королевства.

## Персонажи
Оскар (яп. オスカー Осука:)
Сэйю: Ёсики Накадзима
Тинаша (яп. ティナーシャ Тина:ся)
Сэйю: Ацуми Танэдзаки
Лазарь (яп. ラザル Радзару)
Сэйю: Сюитиро Умэда
Сильвия (яп. シルヴィア Сирувиа)
Сэйю: Юко Нацуёси
Мередина (яп. メレディナ Мэрэдина)
Сэйю: Тинацу Акасаки
Арс (яп. アルス Арусу)
Сэйю: Такуя Сато
Карв (яп. カーヴ Ка:ву)
Сэйю: Кохэй Амасаки
Нарк (яп. ナーク На:ку)
Сэйю: Титосэ Моринага
Лукреция (яп. ルクレツィア Рукурэциа)
Сэйю: Аяко Кавасуми
Ланак (яп. ラナク Ранаку)
Сэйю: Дзюнъити Янагита
Трэвис (яп. トラヴィス Торавису)
Сэйю: Дзюн Фукуяма
Леонора (яп. レオノーラ Рэоно:ра)
Сэйю: Тива Сайто

## Медиа

### Ранобэ
Ранобэ Unnamed Memory написано Кудзи Фурумией. С сентября 2012 года публиковалось автором в виде веб-романа на сайте писателей-любителей Shosetsuka ni Naro. Позднее японское издательство ASCII Media Works приобрело права на публикацию веб-романа в печатном формате под собственным импринтом Dengeki no Shin Bungei. Иллюстрации к ранобэ выполнены художником под псевдонимом Тиби. Первый том был выпущен 17 января 2019 года, шестой и заключительный — 17 апреля 2021 года.
В июле 2020 года американское издательство Yen Press объявило о приобретении прав на публикацию ранобэ на английском языке.
17 февраля 2022 года начат выпуск продолжения, получившее название Unnamed Memory: After the End (в переводе с англ. — «Безымянная память: После финала»). На май 2025 года издано шесть томов After the End.

#### Список томов
Основная серия
| №  | Дата публикации     | ISBN                   |
| -- | ------------------- | ---------------------- |
| 01 | 17 января 2019 г.   | ISBN 978-4-0491-2267-1 |
| 02 | 17 мая 2019 г.      | ISBN 978-4-0491-2380-7 |
| 03 | 17 сентября 2019 г. | ISBN 978-4-0491-2381-4 |
| 04 | 17 января 2020 г.   | ISBN 978-4-0491-2803-1 |
| 05 | 17 июня 2020 г.     | ISBN 978-4-0491-2804-8 |
| 06 | 17 апреля 2021 г.   | ISBN 978-4-0491-2805-5 |

After the End
| №  | Дата публикации    | ISBN                   |
| -- | ------------------ | ---------------------- |
| 01 | 17 февраля 2022 г. | ISBN 978-4-0491-3870-2 |
| 02 | 16 декабря 2022 г. | ISBN 978-4-0491-4755-1 |
| 03 | 17 октября 2023 г. | ISBN 978-4-0491-5288-3 |
| 04 | 17 апреля 2024 г.  | ISBN 978-4-0491-5604-1 |
| 05 | 17 января 2025 г.  | ISBN 978-4-0491-6143-4 |
| 06 | 16 мая 2025 г.     | ISBN 978-4-0491-6326-1 |

### Манга
Об адаптации ранобэ в формат манги было объявлено 16 июня 2020 года посредством официального твиттер-аккаунта Dengeki Bunko. Манга, проиллюстрированная Наоки Косимидзу, публикуется в журнале сёнэн-манги Dengeki Daioh издательства ASCII Media Works с 26 сентября 2020 года. На июль 2025 года главы манги были скомпонованы в девять томов-танкобонов.
Правами на выпуск манги на территории США, как и правами на оригинальное ранобэ, обладает издательство Yen Press.

#### Список томов
| №  | Дата публикации     | ISBN                   |
| -- | ------------------- | ---------------------- |
| 01 | 9 апреля 2021 г.    | ISBN 978-4-0491-3712-5 |
| 02 | 27 сентября 2021 г. | ISBN 978-4-0491-3989-1 |
| 03 | 10 июня 2022 г.     | ISBN 978-4-0491-4472-7 |
| 04 | 10 января 2023 г.   | ISBN 978-4-0491-4829-9 |
| 05 | 10 августа 2023 г.  | ISBN 978-4-0491-5189-3 |
| 06 | 26 февраля 2024 г.  | ISBN 978-4-0491-5541-9 |
| 07 | 27 сентября 2024 г. | ISBN 978-4-0491-5921-9 |
| 08 | 26 декабря 2024 г.  | ISBN 978-4-0491-6115-1 |
| 09 | 26 июля 2025 г.     | ISBN 978-4-0491-6493-0 |

### Аниме
Об адаптации ранобэ в формат аниме-сериала было объявлено 12 декабря 2022 года. Производством аниме-сериала занялась студия ENGI, на должность режиссёра был назначен Кадзуя Миура, сценаристом стала Дэко Акао, дизайнером персонажей — Тика Номи, а композитором — Акито Мацуда. Первоначально премьера аниме-сериала была запланирована на 2023 год, но в связи с «производственными сложностями» она была перенесена на 2024 год. Аниме-сериал транслировался с 9 апреля по 25 июня 2024 года на AT-X и других телеканалах. Открывающая музыкальная тема аниме-сериала — «Yobigoe» (яп. 呼び声 Ё:бигоэ, «Возглас»), исполненная Tei; закрывающая — «blan_» дуэта Arika, в состав которого входят сэйю Юко Нацуёси и композитор Ямато.
На территории Среднего Востока, СНГ и за пределами Азии аниме-сериал лицензирован стриминговым сервисом Crunchyroll.
25 июня 2024 года, в день показа двенадцатой серии, был анонсирован второй сезон. Вся основная команда, работавшая над первым сезоном, осталась прежней. Его трансляция проходила с 7 января по 25 марта 2025 года. Открывающая музыкальная тема второго сезона — «Unsung ballad», исполненная певицей True; закрывающая — «inclusion» дуэта Arika.

#### Список серий первого сезона
| № общий | № в сезоне | Название                                                                           | Режиссёр      | Премьера в Японии |
| ------- | ---------- | ---------------------------------------------------------------------------------- | ------------- | ----------------- |
| 01      | 01         | Слова проклятия и лазурная башня «Норои но котоба то аои то:» (呪いの言葉と青い塔) | Марина Маки   | 9 апреля 2024 г.  |
| 02      | 02         | И прошлое напомнит о себе «Курикаэси фурэрарэру како» (繰り返し触れられる過去)     | Тэру Исии     | 16 апреля 2024 г. |
| 03      | 03         | Что снится лесу «Мори но миру юмэ» (森の見る夢)                                    | Тэцуаки Мата  | 23 апреля 2024 г. |
| 04      | 04         | Вдыхая в образ жизнь «Катати ни ики о фукикому» (形に息を吹きこむ)                 | Рё Мията      | 30 апреля 2024 г. |
| 05      | 05         | Безымянное чувство «Мумэй но кандзё:» (無名の感情)                                 | Марина Маки   | 7 мая 2024 г.     |
| 06      | 06         | Когда появляется бездна «Синъэн но умарэру токи» (深淵の生まれる時)                | Ясу Мураяма   | 14 мая 2024 г.    |
| 07      | 07         | Конец сна «Юмэ но овари» (夢の終わり)                                              | Тэру Исии     | 21 мая 2024 г.    |
| 08      | 08         | Посторонний «Мидори но цуру» (緑の蔓)                                              | Масато Дзимбо | 28 мая 2024 г.    |
| 09      | 09         | Неизведанное «Вакаранаи кото» (分からないこと)                                     | Ясу Мураяма   | 4 июня 2024 г.    |
| 10      | 10         | Непорочные дети «Хакуси но кодомо-тати» (白紙の子供たち)                           | Юки Канадзава | 11 июня 2024 г.   |
| 11      | 11         | Замок из песка «Суна но осиро» (砂のお城)                                          | Ясу Мураяма   | 18 июня 2024 г.   |
| 12      | 12         | Два общих воспоминания «Сэнака авасэ но киоку» (背中合わせの記憶)                  | Тихиро Кумано | 25 июня 2024 г.   |

#### Список серий второго сезона
| № общий | № в сезоне | Название                                                                            | Режиссёр                    | Премьера в Японии  |
| ------- | ---------- | ----------------------------------------------------------------------------------- | --------------------------- | ------------------ |
| 13      | 01         | С чистого листа «Хакуси тори мо:итидо» (白紙よりもう一度)                           | Тихиро Кумано               | 7 января 2025 г.   |
| 14      | 02         | Выбираясь из стеклянного кокона «Гарасу но ука» (硝子の羽化)                        | Хумио Ито                   | 14 января 2025 г.  |
| 15      | 03         | Молитва без ответа «Котаэ но най инори» (答えの無い祈り)                            | Киёси Мураяма               | 21 января 2025 г.  |
| 16      | 04         | Незримое видение «Миэ най као» (見えない貌)                                         | Синъити Фукумото            | 28 января 2025 г.  |
| 17      | 05         | Выполняя обещание «Якусоку но ори каэси» (約束の折り返し)                           | Масато Утибори              | 4 февраля 2025 г.  |
| 18      | 06         | Бескровные шрамы «Мукэцу но кидзуато» (無血の傷跡)                                  | Ёситака Нагаока             | 11 февраля 2025 г. |
| 19      | 07         | Радостная печаль «Сиавасэна канасими» (幸せな悲しみ)                                | Киёси Мураяма               | 18 февраля 2025 г. |
| 20      | 08         | Половина вечности «Эйэн но хамбун» (永遠の半分)                                     | Синъити Фукумото            | 25 февраля 2025 г. |
| 21      | 09         | Гордость прошлого «Како но кё:дзи» (過去の矜持)                                     | Наоки Хисикава              | 4 марта 2025 г.    |
| 22      | 10         | Давным-давно вместе с тобой «Ицука но кими то» (いつかの君と)                       | Хидэаки Оба                 | 11 марта 2025 г.   |
| 23      | 11         | У конца памяти «Киоку но хатэ» (記憶の果て)                                         | Тихиро Кумано, Кадзуя Миура | 18 марта 2025 г.   |
| 24      | 12         | Гибель безымянной истории «На мо наки моногатари ни сю:эн о» (名も無き物語に終焉を) | Тихиро Кумано, Кадзуя Миура | 25 марта 2025 г.   |

## Приём
Обозреватель Демельза с сайта Anime UK News поставила первому тому ранобэ девять баллов из десяти, похвалив персонажей и иллюстрации. Ребекка Сильверман с сайта Anime News Network в рецензии на первый том отнесла к его достоинствам финал и иллюстрации, а к недостаткам — «неспешное начало».
Жан-Карло Лемус, Ребекка Сильверман и MrAJCosplay с сайта Anime News Network в обзоре первого тома манга-адаптации отметили слишком быстрый по сравнению с оригиналом темп повествования. Демельза с Anime UK News назвала иллюстрации Косимидзу «детализированными и привлекательными» и отметила, что в адаптации были опущены некоторые эпизоды оригинала, в результате поставив манге восемь баллов из десяти.
В ноябре 2019 года ранобэ заняло первое место в рейтинге «Лучшее ранобэ 2020 года в формате танкобона» ежегодного справочника Kono Light Novel ga Sugoi!. В этом же рейтинге за 2021 год ранобэ заняло третье место, а в рейтинге за 2022 год — одиннадцатое.
В марте 2020 года ранобэ вместе с серией In the Land of Leadale было отмечено гран-при Ranobe Suki Shotenin Taisho в категории «Лучший танкобон».